# Rajd Giro d’Italia 1977
Rajd Giro d'Italia 1977 (5. Giro d'Italia) – rajd samochodowy rozgrywany we Włoszech od 12 do 17 lipca 1977 roku. Była to ósma runda Rajdowych Mistrzostw Świata w roku 1977 (zaliczana tylko do tzw. Pucharu FIA Kierowców, nie producentów). Rajd został rozegrany na nawierzchni asfaltowej. Bazą rajdu było włoskie miasto Turyn.

## Klasyfikacja generalna[2]
| Miejsce | Nr  | Kierowca           | Pilot               | Samochód                 | Czas      | Strata   | Grupa | Pkt WRC |
| ------- | --- | ------------------ | ------------------- | ------------------------ | --------- | -------- | ----- | ------- |
| 1       | 536 | Vittorio Coggiola  | Piero Monticone     | Porsche 935              | 3:37:50.4 |          | 5     | 9       |
| 2       | 499 | G. Bianco          | Giuseppe Tambone    | Porsche 934 Turbo        | 3:39:59.0 | +2:08.6  | 4     | 6       |
| 3       | 534 | Carlo Pietromarchi | Giancarlo Naddeo    | De Tomaso Pantera        | 3:46:53.3 | +9:02.9  | 5     | 4       |
| 4       | 495 | Ferruccio Caliceti | Anzalone            | Porsche 934 RSR          | 3:47:12.1 | +9:21.7  | 4     | 3       |
| 5       | 496 | Franco Milano      | Luigi Pozzo         | Porsche 911 RS           | 3:50:39.6 | +12:49.2 | 4     | 2       |
| 6       | 326 | Gianfranco Bonetto | Bonetto             | Porsche 911 Carrera      | 3:55:00.1 | +17:09.7 | 3     | 1       |
| 7       | 209 | Giordano Perego    | Giuseppe Confortola | Alfa Romeo Alfetta       | 3:55:57.1 | +18:06.7 | 2     |         |
| 8       | 457 | Sergio Rombolotti  | Massimo Rombolotti  | Alpine-Renault A110 1600 | 3:56:47.4 | +18:57.0 | 4     |         |
| 9       | 328 | Mario Regis        | Perotto             | De Tomaso Pantera        | 4:03:20.8 | +25:30.4 | 3     |         |
| 10      | 492 | Luigi De Angelis   | Bruno Del Fante     | De Tomaso Pantera        | 4:03:46.3 | +31:26.4 | 4     |         |

## Punktacja

### Klasyfikacja  FIA Cup for Rally Drivers (WRC)
| Lp | Producent           | Pkt. |
| -- | ------------------- | ---- |
| 1  | Björn Waldegård     | 24   |
| 2  | Ari Vatanen         | 15   |
| 3  | Sandro Munari       | 13   |
| 3  | Markku Alén         | 13   |
| 5  | Stig Blomqvist      | 9    |
| 5  | Fulvio Bacchelli    | 9    |
| 5  | Jean-Claude Andruet | 9    |
| 5  | Simo Lampinen       | 9    |
| 5  | Vittorio Coggiola   | 9    |

- Uwaga: Tabela obejmuje tylko pięć pierwszych miejsc.